# Daniele Garozzo
Daniele Garozzo (Acireale, 8 april 1992) is een Italiaans schermer, die uitkomt in het onderdeel floret. Hij nam tweemaal deel aan de Olympische Zomerspelen en werd in Rio de Janeiro olympisch kampioen en won in Tokio olympisch zilver.

## Carrière
In 2015 behaalde Garozzo de zilveren medaille op de EK. In de finale verloor hij van zijn landgenoot Andrea Cassarà. Tijdens de WK van 2015 behaalde Garozzo samen met Giorgio Avola, Andrea Baldini en Andrea Cassarà de wereldtitel in het floret voor teams. 
In 2016 behaalde opnieuw Garozzo opnieuw zilver op de EK, maar dit keer in de teamcompetitie. Op de Olympische Zomerspelen 2016 in Rio de Janeiro werd Garozzo olympisch kampioen. In de finale van het floret versloeg hij het nummer 1 van de wereld Alexander Massialas met 15-11. Samen met Giorgio Avola, Andrea Baldini en Andrea Cassarà eindigde Garozzo op de vierde plaats op het floret voor teams. 

## Belangrijkste resultaten

### Individueel
Kampioenschappen
- 2012:  WK Junioren
- 2013:  Universiade
- 2015:  EK
- 2015: 11e WK
- 2016: 12e EK
- 2016:  OS
- 2020:  OS

Wereldbeker
- 2015:  Parijs
- 2015:  Sint-Petersburg
- 2016:  Bonn

Grand Prix
- 2015:  Havana

### Team
- 2015: 5e EK
- 2015:  WK
- 2016: 4e OS
- 2016:  EK

1896: Eugène-Henri Gravelotte ·
1900: Émile Coste ·
1904: Ramón Fonst ·
1912: Nedo Nadi ·
1920: Nedo Nadi ·
1924: Roger Ducret ·
1928: Lucien Gaudin ·
1932: Gustavo Marzi ·
1936: Giulio Gaudini ·
1948: Jéhan de Buhan ·
1952: Christian d'Oriola ·
1956: Christian d'Oriola ·
1960: Viktor Zjdanovitsj ·
1964: Egon Franke ·
1968: Ion Drîmbă ·
1972: Witold Woyda ·
1976: Fabio Dal Zotto ·
1980: Vladimir Smirnov ·
1984: Mauro Numa ·
1988: Stefano Cerioni ·
1992: Philippe Omnès ·
1996: Alessandro Puccini ·
2000: Kim Young-ho ·
2004: Brice Guyart ·
2008: Benjamin Kleibrink · 
2012: Lei Sheng · 
2016: Daniele Garozzo · 
2020: Cheung Ka-long · 
2024: Cheung Ka-long